# Virginia valeriae
Virginia valeriae là một loài rắn trong họ Rắn nước. Loài này được Baird & Girard mô tả khoa học đầu tiên năm 1853.